# Trần Vinh Hiển
Trần Văn Hiển (1900-1945), tên thường gọi là Trần Vinh Hiển, là nhà cách mạng Việt Nam, nguyên Chủ tịch Ủy ban nhân dân lâm thời tỉnh Mỹ Tho.

## Cuộc đời
Trần Văn Hiển sinh năm 1900 ở ấp Tân Phú Long, làng Tân Thuận Bình, tổng Hòa Hảo, tỉnh Mỹ Tho (nay là xã Tân Thuận Bình, huyện Chợ Gạo, tỉnh Tiền Giang), quê gốc ở làng Bình Ninh (nay là xã Bình Ninh cùng huyện). Cha ông là Hương trưởng Hoài, một nhân sĩ từng tham gia nhiều phong trào đấu tranh yêu nước, về sau gia nhập Đảng Cộng sản Đông Dương.
Năm 1925, Trần Văn Hiển sang Pháp du học, tham gia vào các phong trào đấu tranh của người Việt ở Pháp cùng với Nguyễn Văn Tạo, Võ Phấn, Nguyễn Văn Trân,... Năm 1926, ông gia nhập Đảng Cộng sản Pháp.
Ông về nước năm 1935, mở nhà hàng Dạ Thanh để làm cơ sở hoạt động đồng thời tạo ngân quỹ cho Đảng. Cũng có quan điểm cho rằng ông về nước năm 1929 và trực tiếp tham gia thành lập chi bộ đảng đầu tiên của quận Chợ Gạo (1931). Năm 1940, ông tham gia khởi nghĩa Nam Kỳ ở quận Chợ Gạo, chiếm được một vài xã. Khởi nghĩa thất bại, chính quyền thực dân tiến hành khủng bố, nhiều người trong đó có Hương trưởng Hoài bị bắt, ông rút về hoạt động bí mật ở Mỹ Tho và Sài Gòn.
Tháng 5 năm 1943, tại hội nghị thành lập Xứ ủy lâm thời Nam Kỳ tổ chức tại nhà Hương trưởng Hoài, ông được bầu làm Ủy viên Xứ ủy Nam Kỳ.
Tổng khởi nghĩa tháng Tám thành công. Ngày 24 tháng 8, Trần Văn Hiển được Tỉnh ủy Mỹ Tho tín nhiệm bầu làm Chủ tịch Ủy ban nhân dân cách mạng tỉnh. Ngày 25 tháng 8, Ủy ban nhân dân lâm thời tỉnh Mỹ Tho ra mắt người dân. Ngày 24 tháng 10, ông tử trận khi quân Pháp tấn công trụ sở Ủy ban tỉnh.

## Vinh danh
- Huân chương Độc lập.[1]
- Huân chương Hồ Chí Minh.[1]

Tên của ông được đặt cho một con đường ở thành phố Mỹ Tho.